# Walter Große
Robert Walter Große (* 20. September 1894 in Leipzig; † 1973) war ein deutscher Volkswirt und Professor an der Universität Leipzig.

## Leben
Große nahm 1915 bis 1918 am Ersten Weltkrieg (seit 1916 Offizier) teil und wurde viermal verwundet. Er studierte Rechtswissenschaften und Staatswissenschaften in Leipzig. Während seines Studiums wurde er Mitglied der Burschenschaft Ghibellinia Leipzig. 1920 erwarb er das Diplom für Versicherungswissenschaft und wurde anschließend Hilfsassistent am Versicherungs-Institut der Universität Leipzig. 1921 erfolgte die Promotion zum Dr. rer. pol. an der Universität Leipzig mit der Arbeit: Das Kriegsrisiko in der privaten deutschen Lebensversicherung. 1922–23 vertrat er die ordentliche Professur für Nationalökonomie an den Universitäten Innsbruck und Graz. 1924–1926 arbeitete er in Versicherungs-, Bank- und anderen privatwirtschaftlichen Unternehmen. Seit 1924 hatte er einen Lehrauftrag am Institut für Versicherungswissenschaft der Universität Leipzig (seitdem Mitglied der Prüfungskommission). 1928 erfolgte die Habilitation. 
Große trat zum 1. März 1934 der NSDAP bei (Mitgliedsnummer 3.400.630). Im November 1933 unterzeichnete er das Bekenntnis der Professoren an den deutschen Universitäten und Hochschulen zu Adolf Hitler. 1934 bis 1937 war er nichtplanmäßiger außerordentlicher Professor für Nationalökonomie und Versicherungslehre. 1930 bis 1936 und 1938 nochmals nahm er eine Gastprofessur für Volkswirtschaftspolitik an der deutschen Herder-Hochschule Riga wahr. Seit 1937 war er Direktor des Instituts für Versicherungswissenschaft an der Universität Leipzig und war 1944/45 Dekan der Philosophischen Fakultät. Seit 1940 erkrankte er mehrmals schwer. Nach 1945 baute er in Köln die Deutsche Versicherungs-Akademie auf (heute Fachhochschule Köln).